# Wilhelm Falk
Wilhelm Falk, född 20 december 1825 i Örs socken, Dalsland, död 12 maj 1907 i Stockholm, var en svensk bruksägare och riksdagspolitiker.
Falk var ledamot av riksdagens andra kammare 1870-1874, invald i Falun, Hedemora och Säters valkrets. Han tillhörde därefter första kammaren 1875-1893, invald i Kopparbergs läns valkrets.